# Čenab
Reka Čenab je velika reka, ki teče v Indiji in Pakistanu ter je ena od 5 večjih rek v regiji Pandžab. Nastane z združitvijo dveh izvirov, Čandra in Bhaga, ki izvirata v Zgornji Himalaji v regiji Lahaul v Himačal Pradeš v Indiji. Čenab teče skozi regijo Džamu v zveznem ozemlju Džamu in Kašmir v Indiji v ravnice Pandžaba v Pakistanu, preden se končno izlije v reko Ind. Bitka pri Čenabi je potekala med Sikhi in Afganistanci na bregu reke.
Vode Čenaba so bile dodeljene Pakistanu v skladu s pogodbo o vodah Inda. Indiji je dovoljena nepotrošniška uporaba, kot je proizvodnja električne energije. Reka Čenab se v Pakistanu v veliki meri uporablja za namakanje. Njene vode se preko številnih povezovalnih kanalov prenašajo tudi v kanal reke Ravi.

## Ime
Reka Čenab se je v Rigvedi (VIII.20.25, X.75.5) imenovala Asikni (sanskrt असिक्नी). Ime je pomenilo, da je bilo videti, da ima temno obarvano vodo. Izraz Krišana najdemo tudi v Atharvavedi. Kasnejša oblika Askiknija je bila Iskamati (sanskrt इस्कामति), grška oblika pa je bila Ἀκεσίνης – Akesínes; latinizirano v Acesine.
V Mahabharati je bilo splošno ime reke Čandrabhaga (sanskrt चन्द्रभागा), ker je reka nastala iz sotočja rek Čandra in Bhaga. To ime so poznali tudi stari Grki, ki so ga helenizirali v različnih oblikah, kot so Sandrophagos, Sandabaga in Cantabra.
Poenostavitev Čandrabhaga v 'Čenab' z očitnim perzijskim vplivom se je verjetno zgodila v zgodnjem srednjem veku in je priča pri Alberuniju (horemski iranski učenjak in polihistor).

## Potek
Reka nastane ob sotočju dveh rek, Čandra in Bhaga, pri Tandiju, 8 km jugozahodno od Kejlonga, v okrožju Lahaul in Spiti v indijski zvezni državi Himačal Pradeš.
Reka Bhaga izvira iz jezera Surja taal, ki je nekaj kilometrov zahodno od prelaza Bara-lača la v Himačal Pradešu. Reka Čandra izvira iz ledenikov vzhodno od istega prelaza (blizu Čandra Taal). Ta prelaz deluje tudi kot vodna ločnica med tema dvema rekama. Reka Čandra prečka 115 km, medtem ko reka Bhaga prečka 60 km skozi ozke soteske pred sotočjem pri Tandiju.
Čandra-Bhaga nato teče skozi okrožje Čamba v Himačal Pradešu, preden vstopi v Džamu in Kašmir, kjer teče skozi okrožja Kištvar, Doda, Ramban, Reasi in Džamu. Vstopi v Pakistan in teče skozi provinco Pandžab, preden se izlije v Satledž in tvori reko Pandžnad.

## Zgodovina
Reko so Indijci poznali že v vedskem obdobju. Leta 325 pred našim štetjem je Aleksander Veliki domnevno ustanovil mesto Aleksandrija ob Indu (današnji Uč Šarifa ali Mithankot ali Čacharan v Pakistanu) ob sotočju Inda in združenih tokov rek Pandžab (trenutno znana kot reka Pandžnad). Arijan v Aleksandrovi anabazi citira očividca Ptolemaja Lagidesa, ki je zapisal, da je bila reka široka 2 milji tam, kjer jo je Aleksander prečkal.

## Jezovi
Reka ima v Indiji bogat potencial za proizvodnjo električne energije. Obstaja veliko jezov, zgrajenih, v gradnji ali predlaganih za gradnjo na Čenabu za namene proizvodnje hidroelektrične energije v državi, vključno z:
- Jez Baglihar Projekt hidroelektrarne (900 MW) v bližini okrožja Ramban
- Hidroelektrarna Salal – 690 MW projekt hidroelektrarne blizu Reasi
- Hidroelektrarna Dul Hasti – projekt z močjo 390 MW v okrožju Kishtvar
- Hidroelektrarna Ratle – elektrarna v gradnji blizu Drabshalle v okrožju Kishtvar
- Jez Pakal Dul – predlagani jez na pritoku reke Marusadar v okrožju Kishtvar
- Projekt hidroelektrarne Kiru (predlagano 624 MW) v okrožju Kishtvar
- Projekt hidroelektrarne Kishtwar (predlaganih 540 MW) v okrožju Kishtvar

Vse to so "pretočni" projekti v skladu s pogodbo o vodi Inda iz leta 1960. Pogodba dodeli vode Čenaba Pakistanu. Indija lahko svojo vodo uporablja za gospodinjske in kmetijske namene ali za 'nepotrošne' namene, kot je hidroelektrarna. Indija ima v svojih projektih pravico shraniti do 1,5 milijarde kubičnih metrov vode. Trije projekti, dokončani leta 2011, Salal, Baglihar in Dul Hasti, imajo skupno skladiščno zmogljivost 320 milijonov kubičnih metrov.
Pakistan ima štiri glavna dela na Čenabu:
- Marala Headworks – v bližini Sialkot in okrožju Gudžrat
- Khanki Headworks – v okrožjue Gujranwala
- Qadirabad Headworks – v okrožju Mandi Bahauddin
- Jez Trimmu – v okrožju okrožju Jhang